# Senconac
Senconac korábbi község Franciaországban, Ariège megyében. Lakosainak száma 6 fő (2022. január 1.). Senconac Albiès, Cazenave-Serres-et-Allens, Montferrier, Vèbre és Verdun községekkel határos.
2025. január 1-jén Caychax korábbi községgel egyesült és az így létrejött Caychax-et-Senconac új község része lett.

## Népesség
A település népessége az elmúlt években az alábbi módon változott:
| Lakosok száma | 21   | 16   | 10   | 5    | 9    | 11   | 12   | 13   | 11   | 6    |
|               | 1968 | 1982 | 1990 | 2006 | 2013 | 2015 | 2017 | 2019 | 2020 | 2022 |